# Ceratophysella caucasica
Ceratophysella caucasica är en urinsektsart som beskrevs av Olga M. Martynova 1971. Ceratophysella caucasica ingår i släktet Ceratophysella och familjen Hypogastruridae. Inga underarter finns listade i Catalogue of Life.